# Ugovor o osiguranju
Ugovor o osiguranju (engl. insurance contract) jedan je od najznačajnijih i najsloženijih ugovora svakodnevnog pravnog prometa i života. Iako ovaj ugovor ima dodirnih tačaka sa drugim vrstama ugovora, vremenom je dobijao novi oblik i izdvojio se od ostalih ugovora. Bilo da je reč o dobrovoljnom ili obaveznom osiguranju, ugovor predstavlja neophodnost u definisanju odnosa osiguranja. Ponudu u ovom slučaju najčešće daje mogući osiguranik, dok ugovor stvara obaveze za obe ugovorne strane - osiguranik se obavezuje da plaća premiju osiguranja, a osiguravač da snosi posledice ostvarenja rizika u vidu isplate naknade odnosno ugovorene svote osiguraniku ili trećem licu. Ugovor o osiguranju je onaj ugovor kojim se osiguravač obavezuje da će osiguraniku nadoknaditi nastalu štetu ili isplatiti ugovorom predviđeni novčani iznos za naznačene štete, a osiguranik se obavezuje da osiguravaču redovno plaća utvrđene iznose premije osiguranja.

## Istorija ugovora o osiguranju
Pisani tragovi starih naroda pokazuju da se još tada u pomorskom prevozu sve više tražila sigurnost da će skupoceni tereti i brodovi koji taj teret prevoze, bezbedno prispeti na odredište, tj. da će se u protivnom za njih obezbediti adekvatna naknada za pretrpljenu štetu. Tragovi o osiguranju postoje i u Hamurabijevom zakonu iz 2250. p. n. e. koji razmatra osnovne elemente ugovora, vraćanje zajma i naplate. Dalje su ga razvijali Vavilonci, Feničani i Indusi i preneli ga u poboljšanoj verziji Grcima sa Rodosa. U veku p. n. e. na Rodosu se razvija i produbljuje pomorski zajam koji veoma podseća na klasično osiguranje (koje je zasnovano na naplati premije). Rimljani su ove ugovore značajno unapredili i oni su već tada obuhvatali elemente poput: osigurane sume, rizika, plaćene premije osiguranja i naknade iz osiguranja. Posle raspada rimske imperije (V vek) sve do XI veka o osiguranju nema nikakvih tragova, dok je od XII do XV veka sačuvano više od 400 polisa, što svedoči o visokom stepenu razvoja pomorskog osiguranja. Pomorsko osiguranje koje je započelo sistematski razvoj u Italiji raširilo se brzo u Španiju, Holandiju, Englesku i Francusku, a prvi zakoni u ovoj oblasti donose se u Barseloni 1435. i Firenci 1522.
Značajno mesto u istoriji pomorskog osiguranja pripada Dubrovniku u periodu od XIV do XVI veka, koje predstavlja vreme njegovog najvećeg procvata, i jake trgovačke mornarice. Zakon o pomorskom osiguranju donet je 1526. godine, i iako su sve te akcije i institucije imale svrhu nadoknađivanja onoga što se izgubi u dejstvu slučaja, to još nije bilo osiguranje kakvo danas poznajemo u svetu.
Od druge polovine XIX veka počinje treći period u istoriji osiguranja, kada je država uvidela ogroman ekonomski i socijalni značaj osiguranja i iskoristila pogodnosti osiguranja za svoje interese, recimo za akumuliranje kapitala.
Koreni ugovora o osiguranju u Srbiji nalaze se još u Dušanovom zakoniku (XIV vek), koji pominje kolektivnu odgovornost za naknadu štete, ali se osiguranje u pravom smislu na ovim prostorima sreće tek polovinom XIX veka.

## Zaključenje ugovora o osiguranju
Ugovor o osiguranju se može zaključiti u formalnom obliku i bez posebne forme, kao neformalan, koji podrazumeva da je ugovor sklopljen kada je prihvaćena ponuda o osiguranju.
“ Ugovor je zaključen onog časa kada ponudilac primi izjavu ponuđenog da prihvata ponudu”.
Ponuda mora da sadrži :
- objekat osiguranja,
- rizike od kojih se objekat osigurava,
- vrednost objekta osiguranja,
- pravilo osiguranja,
- premiju osiguranja.[2]

Jedan od primera neformalnog ugovora o osiguranju jeste kod obaveznog osiguranja putnika u javnom saobraćaju od posledica nesrećnog slučaja, gde putnik kupovinom karte u javnom saobraćaju automatski zaključuje ugovor o osiguranju a da mu se pri tome ne izdaje polisa osiguranja.
U razvijenim zemljama ugovor o osiguranju se sve češće zaključuje putem telefona, kao i elektronskim putem, što dovodi do sniženja troškova poslovanja i nižih cena osiguranicima.
Formalan oblik pretpostavlja postojanje posebnih zakonskih pravila koje predstavljaju lex specialis u odnosu na neformalan oblik. Prema ovom obliku ugovor se smatra zaključenim izjavom volja i potpisima ugovornih strana u vidu polise ili liste pokrića.

### Polisa osiguranja
Polisa osiguranja (engl. insurance policy) je osnovna pismena isprava koja prati posao osiguranja, određujući dužnosti i obaveze učesnika. Pojavljuje se u različitim svojstvima, a u izvesnim slučajevima predstavlja formu ugovora o osiguranju, tj. formu kao bitan element pravnog posla. Ona redovno prati ugovor o osiguranju I predstavlja najvažnije dokazno sredstvo za obe ugovorne strane, pošto sadrži najvažnije elemente zaključenog ugovora.
Elementi polise osiguranja su :
- ugovorne strane,
- osigurana stvar ili lice,
- rizik obuhvaćen osiguranjem,
- trajanje osiguranja i vreme pokrića,
- svota osiguranja (i podatak da je osiguranje neograničeno, ukoliko jeste),
- premija ili doprinos,
- datum izdavanja polise i
- potpisi ugovornih strana.[1]

U praksi se polisa uglavnom sastoji iz dva dela, pri čemu prvi deo, tzv. zakonski, sadrži elemente koji su definisani u Zakonu I bez kojih polisa nije punovažna. Drugi deo tzv. operativno- tehnički, koji predstavlja pomoć prethodno definisanom zakonskom delu, sadrži bitne podatke o predmetu osiguranja, dopunske opasnosti pod uslovom da su ugovorene, razni popusti i napomene koje mogu biti vrlo značajne.
Lista pokrića je isprava koja može biti privremena zamena polise osiguranja, i izdaje u slučaju nedostatka elemenata za kompletiranje polise. U nju se unose samo bitni sastojci ugovora osiguranja, koja traje samo do izdavanja polise.

## Elementi ugovora o osiguranju
- Stranke kod ugovora o osiguranju

Osiguravač - pravno lice koje se bavi poslovima osiguranja kao delatnošću i ugovorom o osiguranju se obavezuje na naknadu štete, odnosno isplatu ugovorenog novčanog iznosa korisniku osiguranja. Na strani osiguravača može biti više subjekata koji se prethodno sporazumeju o zajedničkom snošenju rizika i njegovoj raspodeli, i mogu se baviti sa jednom, sa nekoliko ili sa svim granama osiguranja. Podležu posebnom državnom i osiguraniku odgovaraju za potpunu naknadu.
Osiguranik - fizičko ili pravno lice koje zaključuje ugovor o osiguranju u svoje ime i za svoj račun. Zahteva se da on bude poslovno sposobno lice, kako bi kao ravnopravna ugovorna strana sa svim svojim pravima i obavezama stajao naspram osguravača.
- Predmet osiguranja

“ Ono o čemu su se stranke saglasile da će jedna strana učiniti: to je stvar koju treba predati, pravo koje treba preneti, radnja koju treba izvršiti, ili od koje se treba uzdržati “.
Predmet osiguranja je ono što se osigurava – osigurana lica, životinje, stvari i imovinski interesi. Dakle, to su lica ili dobra na kojima se može ostvariti rizik. Njegovo postojanje predstavlja pretpostavku za zaključenje i trajanje osiguranja, i mora biti jasno naznačen u polisi osiguranja. Na primer to mogu biti student i učenici (osiguranje od nezgode), mašine, aparati (osiguranje mašina), izgubljeni dobitak i troškovi poslovanja preduzeća (osiguranje od prekida rada) i mnogi drugi.
- Rizik kod osiguranja

Rizik je mogućnost nastanka neželjenog, ekonomski štetnog događaja koji je jedan od osnovnih pojmova i pretpostavki osiguranja, bez čega ono ne bi ni moglo postojati (da bi neki predmet mogao da bude osiguran potrebno je da bude izložen riziku). Rizik sa sobom nosi element neizvesnosti - ne zna se hoće li se i kada desiti događaj protiv koga se osigura (npr. svako će umreti ali se ne zna kada). Pod njim se često podrazumeva i samo zamišljena opasnost od dešavanja štetnog događaja, poput požara, poplava, krađa o mnogih drugih (jer kada se ostvari, tada je već reč o osiguranom događaju).
- Premija kod osiguranja

Predstavlja cenu rizika tj. iznos koji osiguranik treba da plati za osiguranje. “Premija se plaća u ugovorenim rokovima, a ako treba da se isplati odjednom, plaća se prilikom zaključenja ugovora.”
“ Mesto plaćanja premije je mesto u kome osiguranik ima svoje sedište, odnosno prebivalište, ako ugovorom nije određeno neko drugo mesto”.
- Osigurana suma

Svota osiguranja je važan element ugovora o osiguranju koji služi kao osnovica za obračun premije.
Kriterijum za procenu visine sume na kojoj će se sklopiti osiguranje jeste vrednost određenog predmeta.
- Trajanje osiguranja

Period u kome je osiguranik pokriven osiguranjem. Trajanje osiguranja se, prema potrebi može ugovoriti na određeni rok ili na neodređeno vreme. Ukoliko posmatramo vrste osiguranja prema dužini roka trajanja, razlikujemo kratkoročno osiguranje sa rokom trajanjem od jedne godine ili kraće (na primer, u osiguranju stvari izlagača na sajmovima- odnosi se na vreme održavanja sajma, u transportnom osiguranju- vezuje se za vreme određenog putovanja, itd.); višegodišnje osiguranje sa ugovorenim trajanjem iznad jedne godine ( uobičajeni su kod osiguranja života); dugoročno osiguranje sa neodređenim rokom trajanja, gde se određuje samo dan početka osiguranja.
Trenutak zaključivanja ugovora bitno se razlikuje od trenutka kada počinje dejstvo koje podrazumeva da prođu 24 sata od potpisivanja polise osiguranja.

## Obaveze stranaka
Obaveze osiguranika - vrste obaveza u zavisnosti od vremena u kome treba da budu izvršene:
1. U momentu zaključenja ugovora:
  1. prijavljivanje okolnosti od značaja za ocenu rizika
  2. plaćanje prve premije osiguranja
2. U toku trajanja osiguranja:
  1. plaćanje premije osiguranja
  2. obaveštavanje osiguravača o promenama rizika
  3. sprečavanje nastupanja osiguranog slučaja
3. Kad nastupi osigurani slučaj:
  1. isplata naknade iz osiguranja ili osigurane sume
  2. obaveštavanje osiguravača u vezi sa nastupelim osiguranim slučajem
  3. otklanjanje i smanjenje štete.[1]

Obaveze osiguravača – vrste obaveza u zavisnosti od vremena u kome treba da budu izvršene:
1. U momentu zaključenja ugovora:
  1. obaveze prihvatanja ponude osiguranja
  2. obaveštavanje osiguranika o uslovima osiguranja i predaja uslova (pravila) osiguranja
2. U toku trajanja osiguranja:
  1. da stvara rezerve osiguranja
  2. da sprovodi mere prevencije i represije
  3. da obavlja radnje u vezi sa polisom
3. Kad nastupi osigurani slučaj:
  1. isplata naknade iz osiguranja ili osigurane sume
  2. Snošenje troškova spasavanja[1]

## Trajanje i prestanak dejstva osiguranja
Kod ugovora o osiguranju razlikujemo momenat kada on počinje da proizvodi pravno dejstvo od momenta njegovog zaključenja. Ugovor o osiguranju je zaključen kada ugovorne strane potpišu polisu ili list pokrića ili kada na drugi neformalan način zaključe ugovor (plaćanjem premije osiguranja, tj. kada osiguravač ne odbije pismenu ponudu u zakonom propisanom roku). Zakonom o obligacionim odnosima je propisano da ako drugačije nije ugovoreno, ugovor o osiguranju proizvodi svoje dejstvo počev od dvadeset četvrtog časa dana koji je u polisi označen kao dan početka trajanja osiguranja, pa sve do isteka poslednjeg dana roka za koji je osiguranje ugovoreno, i nakon isteka ovog roka osiguravač je dužan da plati naknadu osiguranja za štetne posledice koje su se dogodile za vreme trajanja tog osiguranja.
Ugovor o osiguranju najčešće prestaje da postoji kada istekne rok na koji je zaključen ili ispunjenjem. Redovni načini prestanaka ugovora o osiguranju, pored ovih, jesu i otkaz ugovora na ugovoreni način, nastupanje osiguranog slučaja, propast stvari, promena vlasnika stvari, smrt osiguranog lica pre isteka ugovora. Neredovni načini prestanka ovog ugovora jesu ništavost ugovora, raskid, stečaj osiguravača i sl.

### Zastarelost ugovora o osiguranju
Ugovor o osiguranju smatra se zastarelim kada prestaje pravo da se zahteva ispunjenje obaveza i ova zastarelost nastupa kada protekne zakonom određeno vreme u kome je osiguranik mogao da zahteva ispunjenje obaveze.

## Korisni saveti
Primere i dodatne informacije oko najznačajnijih i u praksi najprisutnijih vrsta ugovora o osiguranju i uslovima pod kojim možete osigurati sebe ili ličnu imovinu od rizika možete pogledati na sajtovima koji svojim osiguranicima nude širok spektar ponuda, poput
Wiener Stadtische
Najčešća pitanja i mnogih drugih...

## Literatura
- Dr Predrag Šulejić .,“ Pravo osiguranja“, peto izmenjeno i dopunjeno izdanje.
- Danijela Kostadinović ,2004.. " Osnove privrednog prava“ , drugo izmenjeno i dopunjeno izdanje.
- Prof. dr Zdravko Petrović, Prof. dr Dragan Mrkšić, mr Katarina Ivančević., "Neživotno osiguranje",Intermex-Beograd. 2007.  978-86-83437-77-1. стр. 23–61.